# Кривоборский, Иван Александрович
Князь Иван Александрович Кривоборский  —  воевода и наместник во времена правления Ивана IV Васильевича Грозного.
Из княжеского рода Кривоборские. Единственный сын князя Александра Ивановича Кривоборского, участвовавшего в 1492 и 1495 годах в государевых новгородских походах и упомянутого в 1550 году шестьдесят девятым в свадебном поезде на бракосочетании дочери великого князя Ивана III Васильевича — княжны Фёодосии Ивановны с князем Василием Даниловичем Холмским.

## Биография
В марте 1545 года второй воевода пятого Большого полка в Казанском походе по реке Ока. В 1548 году второй воевода и наместник в Туле. В сентябре 1551 года первый воевода пятого Сторожевого полка в Полоцком походе.
Умер до 1560 года, когда его дети дали вклад в 50 рублей на вечное поминовение по своему отцу в Кирилло-Белозёрский монастырь.

## Семья
От брака с неизвестной имел детей:
- Князь Кривоборский Андрей Иванович — в 1545 году тридцать четвёртый есаул в Казанском походе.
- Князь Кривоборский Василий Иванович Большой — в 1576-1577 годах первый воевода в Астрахани.
- Князь Кривоборский Иван Иванович — в 1545 году рында с государевой рогатиной в Казанском походе.
- Князь Кривоборский Фёдор Иванович — воевода и наместник.
- Князь Кривоборский Василий Иванович Меньшой — воевода и наместник.

## Критика
Во вкладной книге Кирилло-Белозёрского монастыря в сноске № 160 указано, что князь Иван Александрович служил бояриным у Новгородских архиепископов святого Геннадия (Гонзов) и Серапиона, но вероятно, это не верно и относится к князю Ивану Ивановичу Кривоборскому, его дяде, который действительно служил новгородским архиепископам.